# Raymond Saint-Louis-Augustin
Raymond Saint-Louis-Augustin, né le 16 novembre 1940 à Fort-de-France (Martinique), est un homme politique français. Il est le maire de Fort-de-France entre 2010 et 2014. Il est enseignant et psycho-sociologue.

## Biographie
Raymond Saint-Louis-Augustin est né au quartier foyalais de l'Entraide le 16 novembre 1940, d'un père originaire de Rivière-Salée et d'une mère du Prêcheur. Il est l'ainé d’une fratrie de quatre garçons. À Fort-de-France, il vit 11 ans à Terres-Sainville, puis au 73 rue Perrinon. Il obtient le baccalauréat Sciences Expérimentales au lycée Victor-Schœlcher. En 1960, il rentre à l'école normale de Croix Rivail (Château Aubéry) pour devenir instituteur. Au François, il enseigne en primaire, puis aux collèges du Vauclin, de Redoute et de Coridon. En 1967, il effectue des études de psychologie à l'université de Bordeaux qui lui permet de devenir psycho-sociologue. Il forme des enseignants spécialisés (Guadeloupe, Guyane, Martinique) à l'école Normale de Pointe-des-Nègres. Il est retraité de l'éducation nationale depuis septembre 2005.
En 1983, membre du Parti progressiste martiniquais (PPM), il devient conseiller municipal de Fort-de-France dont le maire est Aimé Césaire. Dans ce cadre, il est président délégué du CCAS, de l'ADUAM (Agence d'Urbanisme et d'Aménagement de la Martinique), de l'Office de Tourisme et de la SEMAFF (Société d'Economie Mixte d’Aménagement de Fort-de-France).
En 2001, Saint-Louis-Augustin devient premier adjoint du maire Serge Letchimy. Le 26 mars 2010, Serge Letchimy est élu président du conseil régional de la Martinique. Le 7 avril 2010, Saint-Louis-Augustin lui succède alors en tant que maire en obtenant 48 voix sur 49,,.
Le 23 mars 2014, Didier Laguerre remporte les élections municipales dès le 1er tour et lui succède le 30 mars.